# Strahlungsstraftaten
Strahlungsstraftaten sind Straftaten, die mittels ionisierender Strahlung begangen werden. 

## Situation in Deutschland
Im deutschen Strafgesetzbuch zählen Strahlungsstraftaten zu den gemeingefährlichen Straftaten (28. Abschnitt, §§ 306 – 323c). Die Strafvorschriften dienen dem repressiven Strahlenschutz und ergänzen die präventiven Regelungen des Atomgesetzes. 
Im Einzelnen werden bestraft  
- Herbeiführen einer Explosion durch Kernenergie § 307 StGB
- Missbrauch ionisierender Strahlen § 309 StGB
- Vorbereitung eines Explosions- oder Strahlungsverbrechens § 310 StGB
- Freisetzen ionisierender Strahlen § 311 StGB
- Fehlerhafte Herstellung einer kerntechnischen Anlage § 312 StGB

## Situation in Österreich
Im österreichischen Strafgesetzbuch sind im siebenten Abschnitt, Gemeingefährliche strafbare Handlungen und strafbare Handlungen gegen die Umwelt, folgende einschlägige Straftatbestände definiert:
§ 171. Vorsätzliche Gefährdung durch Kernenergie oder ionisierende Strahlen: in ausreichend schweren Fällen Freiheitsstrafe von einem bis zu 10 Jahren.
§ 172. Fahrlässige Gefährdung durch Kernenergie oder ionisierende Strahlen: Freiheitsstrafe bis zu einem Jahr.
§ 175. Vorbereitung eines Verbrechens durch Kernenergie, ionisierende Strahlen oder Sprengmittel: Freiheitsstrafe von 6 Monaten bis zu 5 Jahren.
§ 177b. Unerlaubter Umgang mit Kernmaterial oder radioaktiven Stoffen: Freiheitsstrafe bis zu 3 Jahren, in schweren Fällen von 6 Monaten bis zu 5 Jahren.
Das Sammeln oder Bereitstellen von Vermögenswerten zum Zweck von strafbaren Handlungen im Zusammenhang mit Kernenergie oder ionisierenden Strahlen kann unter Terrorismusfinanzierung fallen (§ 278d; Freiheitsstrafe von sechs Monaten bis zu fünf Jahren).
Es gibt im Gegensatz zum deutschen Recht keine Strafbestimmungen zur Ausführung von Verbrechen mittels Kernenergie oder ionisierender Strahlung; der Gesetzgeber geht offenbar davon aus, dass solche Handlungen durch andere Straftatbestände (strafbare Handlungen gegen fremdes Vermögen, terroristische Straftaten, Straftaten gegen Leib und Leben) erfasst werden.
Im österreichischen Strahlenschutzgesetz ist für Fälle, die vom Strafrecht nicht erfasst werden, der Tatbestand des vorsätzlich rechtswidrigen Umgangs mit radioaktiven Stoffen definiert (§ 26a) und mit Geldstrafe bis zu 50000 EUR zu ahnden. Dieser Tatbestand und weitere Übertretungen des Strahlenschutzgesetzes sind jedoch Verwaltungsübertretungen, werden also nicht gerichtlich geahndet.

## Situation in der Schweiz
In der Schweiz wird eine Gefährdung durch Kernenergie, radioaktive Stoffe oder ionisierende Strahlen nach Art. 226bis StGB und die Missachtung von Sicherheitsbestimmungen nach dem 9. Kapitel des Kernenergiegesetzes vom 21. März 2003 bestraft.